# Wąwóz Graniczny

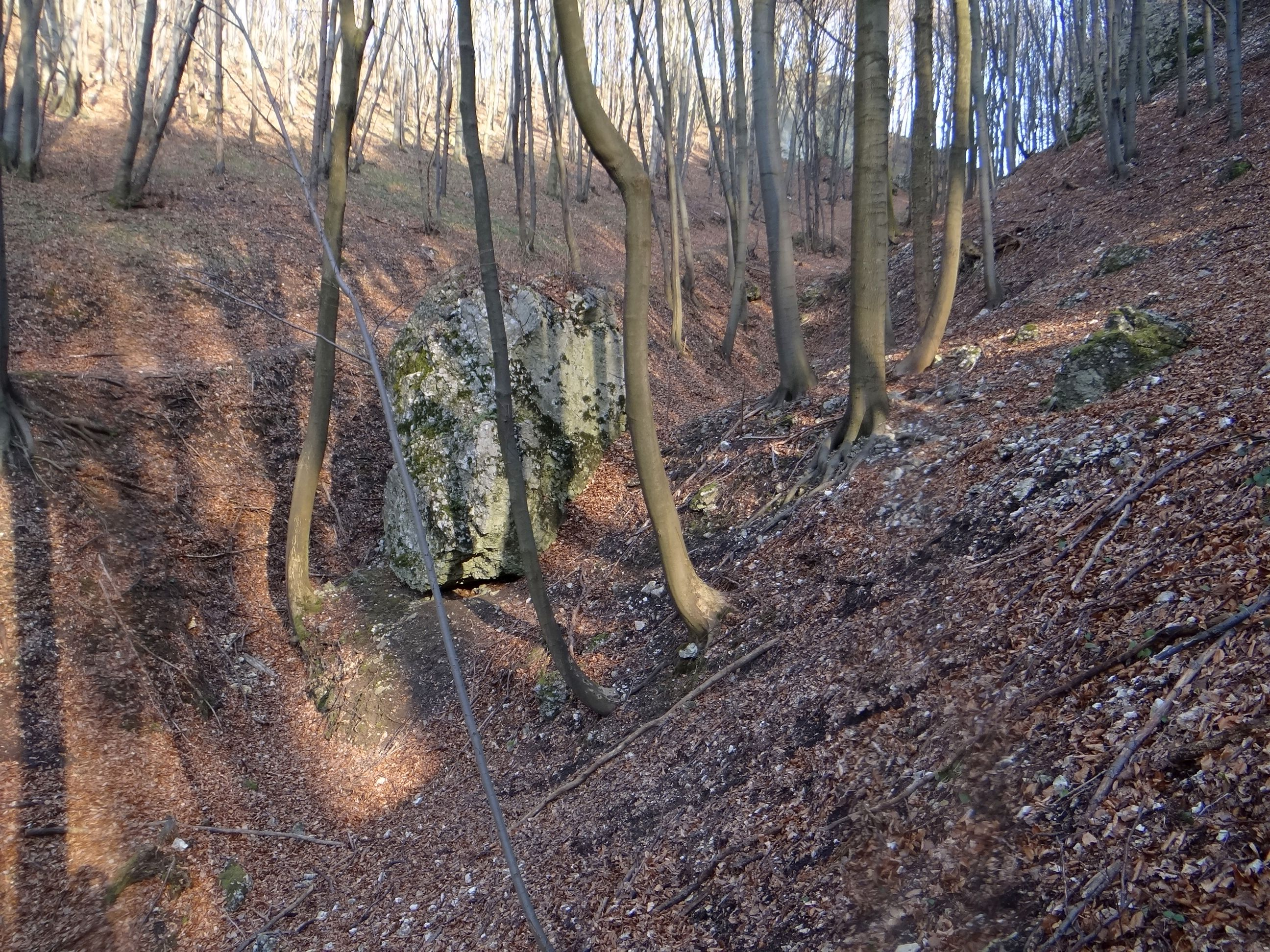

Wąwóz Graniczny – wąwóz będący lewym odgałęzieniem Doliny Będkowskiej na Wyżynie Olkuskiej. Opada z południowo-zachodniego krańca pól uprawnych wsi Kobylany w zachodnim kierunku do dolnej części Doliny Będkowskiej. Ma wylot powyżej gospodarstwa ze stawami hodowlanymi na dnie tej doliny. Dnem wąwozu przebiega granica między wsią Kobylany w gminie Zabierzów (część południowa) a wsią Będkowice w gminie Wielka Wieś (część północna). Obydwie wsie i gminy znajdują się w województwie małopolskim, w powiecie krakowskim.
Wąwóz ma długość około 500 m. Jego górna część znajduje się na granicy lasu i pól uprawnych, dolna, dłuższa jest porośnięta bukowym lasem. Wąwóz zazwyczaj jest suchy. Ma strome zbocza z kilkoma wapiennymi skałami. W dolnej części orograficznie lewych zboczy znajdują się Rybne Skały, w górnej skała Rodzynek i Migdałkowa. W górnej części prawych zboczy znajduje się skała Pochyły Pal.
W okresie zaborów Wąwozem Granicznym biegła granica między Rosją i Austro-Węgrami. Dolina Będkowska przegodzona była szlabanami granicznymi, a na jej dnie, po prawej stronie potoku Będkówka stał rosyjski posterunek graniczny Piła. W wąwozie istnieją jeszcze pozostałości dawnej drogi granicznej, która poruszały się kozackie patrole.